# USS Charr (SS-328)
USS Charr (SS/AGSS/IXSS-328) là một  tàu ngầm lớp Balao từng phục vụ cùng Hải quân Hoa Kỳ trong Chiến tranh Thế giới thứ hai. Nó là chiếc tàu chiến duy nhất của Hải quân Hoa Kỳ được đặt cái tên này, theo tên loài cá hồi chấm hồng. Nó đã phục vụ trong suốt Thế Chiến II, thực hiện được ba chuyến tuần tra và chia sẻ chiến công đánh chìm một tàu tuần dương hạng nhẹ Nhật Bản tải trọng 5.700 tấn. Sau khi xung đột chấm dứt, nó tiếp tục phục vụ trong các cuộc Chiến tranh Triều Tiên và Chiến tranh Lạnh cho đến năm 1969, được xếp lại lớp như một tàu ngầm phụ trợ AGSS-328, rồi nâng cấp theo Chương trình Ống hơi Hạm đội, và xếp lại lớp như một tàu ngầm tiện ích không phân loại IXSS-328. Con tàu cuối cùng bị bán để tháo dỡ vào năm 1972. Charr được tặng thưởng một Ngôi sao Chiến trận do thành tích phục vụ trong Thế Chiến II.

## Thiết kế và chế tạo
Thiết kế của lớp Balao được cải tiến dựa trên  tàu ngầm lớp Gato dẫn trước, là một kiểu tàu ngầm hạm đội có tốc độ trên mặt nước cao, tầm hoạt động xa và vũ khí mạnh để tháp tùng hạm đội chiến trận. Khác biệt chính so với lớp Gato là ở cấu trúc lườn chịu áp lực bên trong dày hơn, và sử dụng thép có độ đàn hồi cao (HTS: High-Tensile Steel), cho phép lặn sâu hơn đến 400 ft (120 m). Con tàu dài 311 ft 9 in (95,02 m) và có trọng lượng choán nước 1.526 tấn Anh (1.550 t) khi nổi và 2.424 tấn Anh (2.463 t) khi lặn. Chúng trang bị động cơ diesel dẫn động máy phát điện để cung cấp điện năng cho bốn động cơ điện, đạt được công suất 5.400 shp (4.000 kW) khi nổi và 2.740 shp (2.040 kW) khi lặn, cho phép đạt tốc độ tối đa 20,25 hải lý trên giờ (37,50 km/h) và 8,75 hải lý trên giờ (16,21 km/h) tương ứng. Tầm xa hoạt động là 11.000 hải lý (20.000 km) khi đi trên mặt nước ở tốc độ 10 hải lý trên giờ (19 km/h) và có thể hoạt động kéo dài đến 75 ngày.
Tương tự như lớp Gato dẫn trước, lớp Balao được trang bị mười ống phóng ngư lôi 21 in (530 mm), gồm sáu ống trước mũi và bốn ống phía phía đuôi tàu, chúng mang theo tối đa 24 quả ngư lôi. Vũ khí trên boong tàu gồm một hải pháo 4 inch/50 caliber, một khẩu pháo phòng không Bofors 40 mm nòng đơn và một khẩu đội Oerlikon 20 mm nòng đôi, kèm theo hai súng máy .50 caliber. Trên tháp chỉ huy, ngoài hai kính tiềm vọng, nó còn trang bị ăn-ten radar SD phòng không và SJ dò tìm mặt biển. Tiện nghi cho thủy thủ đoàn bao gồm điều hòa không khí, thực phẩm trữ lạnh, máy lọc nước, máy giặt và giường ngủ cho hầu hết mọi người, giúp họ chịu đựng cái nóng nhiệt đới tại Thái Bình Dương cùng những chuyến tuần tra kéo dài đến hai tháng rưỡi.
Nguyên được dự định đặt tên Bocaccio, nó được đổi tên thành Charr vào ngày 24 tháng 9, 1942 trước khi được đặt lườn tại xưởng tàu của hãng Electric Boat Company ở Groton, Connecticut vào ngày 26 tháng 8, 1943. Nó được hạ thủy vào ngày 28 tháng 5, 1944, được đỡ đầu bởi bà W. F. Orkney, và được cho nhập biên chế cùng Hải quân Hoa Kỳ vào ngày 23 tháng 9, 1944 dưới quyền chỉ huy của Hạm trưởng, Thiếu tá Hải quân Francis Dennis Boyle.

## Lịch sử hoạt động

### 1944
Sau khi hoàn tất việc chạy thử máy huấn luyện tại vùng biển ngoài khơi New England, Charr chuẩn bị để được điều động sang khu vực Mặt trận Thái Bình Dương. Nó khởi hành từ Căn cứ Tàu ngầm Hải quân New London tại New London, Connecticut vào ngày 5 tháng 11, 1944, băng qua kênh đào Panama và đi đến Trân Châu Cảng vào ngày 9 tháng 12, nơi con tàu được sửa chữa và tiếp tục huấn luyện tại vùng biển quần đảo Hawaii.

### 1945

#### Chuyến tuần tra thứ nhất
Lên đường vào ngày 30 tháng 12, 1944 cho chuyến tuần tra đầu tiên tại vùng bờ biển Đông Bắc Đông Dương thuộc Pháp, vào ngày 29 tháng 1, 1945, Charr neo đậu chỉ cách bờ biển 1 dặm (1,6 km) trong suốt bốn giờ và cử một tốp hai người đổ bộ bằng xuồng cao su để cứu vớt một phi công bị bắn rơi. Khi gần kết thúc chuyến tuần tra, nó thực hiện nhiệm vụ giải cứu thứ hai khi hộ tống chiếc tàu ngầm HNLMS Zwaardvisch của Hải quân Hoàng gia Hà Lan bị hư hại nặng băng qua biển Java và eo biển Lombok để quay trở về căn cứ tại Fremantle, Australia. Cả hai về đến nơi vào ngày 3 tháng 3.

#### Chuyến tuần tra thứ hai
Sau khi được tái trang bị, Charr lên đường cho chuyến tuần tra thứ hai tại các vùng biển Flores, Java và biển Đông cũng như dọc theo bờ biển phía Nam Đài Loan. Hoạt động trong thành phần một đội tấn công phối hợp "Bầy sói" vốn bao gồm các tàu ngầm Gabilan (SS-252) và Besugo (SS-321), nó truy đuổi trong suốt bốn ngày một lực lượng đối phương bao gồm tàu tuần dương hạng nhẹ Isuzu và ba tàu hộ tống. Mãi đến sáng ngày 7 tháng 4, nó mới đi đến vị trí thích hợp để tấn công khi Isuzu đã bị hư hại bởi một quả ngư lôi phóng từ Gabilan. Charr phóng bồi thêm hai loạt với tổng cộng sáu quả ngư lôi, đánh trúng ba quả và khiến Isuzu lật úp qua mạn trái và đắm sau ba phút tại tọa độ 07°38′N 118°09′Đ / 7,633°N 118,15°Đ.
Ba ngày sau đó, 10 tháng 4, Charr bắt gặp một tàu vận tải ven biển và đã phá hủy đối thủ bằng hải pháo. Sau đó nó hoạt động rải thủy lôi trong các ngày 14 và 15 tháng 4, rồi quay trở về căn cứ tại vịnh Subic, Philippines từ ngày 20 đến ngày 24 tháng 4 để nạp thêm ngư lôi. Chiếc tàu ngầm tiếp tục tuần tra và phục vụ tìm kiếm và giải cứu ngoài khơi Đài Loan, cứu vớt được một phi công trước khi kết thúc chuyến tuần tra và quay trở về căn cứ vịnh Subic. Nó được tái trang bị từ ngày 21 tháng 5 đến ngày 14 tháng 6.

#### Chuyến tuần tra thứ ba
Lên đường cho chuyến tuần tra thứ ba, cũng là chuyến cuối cùng, Charr tiếp tục hoạt động trong thành phần một "Bầy sói" bao gồm thêm ba tàu ngầm khác tại khu vực vịnh Thái Lan. Vào giai đoạn này của cuộc chiến tranh, mục tiêu là tàu buôn đã trở nên hiếm họi. Tuy nhiên, "Bầy sói" cũng đã phát hiện một tàu ngầm đối phương vào ngày 15 tháng 7. Sau khi Charr và các tàu ngầm khác đã góp phần cơ động bao vây, tàu ngầm chị em Bluefish (SS-222) đã phóng ngư lôi đánh chìm được tàu ngầm Nhật I-351 ở vị trí khoảng 100 nmi (120 mi; 190 km) về phía Đông-Đông Bắc đảo Natuna Besar ngoài khơi Borneo, ở tọa độ 04°30′B 110°00′Đ / 4,5°B 110°Đ. Charr kết thúc chuyến tuần tra và quay trở về căn cứ Fremantle vào ngày 26 tháng 7, và vẫn đang được bảo trì tại đây khi Nhật Bản chấp nhận đầu hàng vào ngày 15 tháng 8, giúp chấm dứt vĩnh viễn cuộc xung đột.

### 1946 - 1969
Rời Fremantle vào ngày 29 tháng 8, Charr đi đến Trân Châu Cảng để sửa chữa, rồi hoạt động huấn luyện tại khu vực Guam cho đến ngày 30 tháng 1, 1946, khi nó đi đến cảng nhà mới San Diego, California. Từ căn cứ này chiếc tàu ngầm tiến hành các chuyến tuần tra mô phỏng đến Viễn Đông trong các năm 1947 và 1948, xen kẻ với những hoạt động tại chỗ tại vùng bờ Tây Hoa Kỳ. Nó cũng thực hiện những chuyến đi huấn luyện kéo dài hai tuần dành cho nhân sự thuộc Hải quân Dự bị Hoa Kỳ. Vào tháng 7, 1951, nó đi vào Xưởng hải quân Mare Island để được nâng cấp trong khuôn khổ Chương trình Ống hơi Hạm đội, với hình dáng suôn thẳng hơn và trang bị ống hơi để cải thiện tầm hoạt động ngầm dưới nước; công việc hoàn tất vào ngày 19 tháng 11.
Lên đường vào ngày 26 tháng 3, 1952 để đi sang khu vực Tây Thái Bình Dương, Charr đã hỗ trợ cho hoạt động của lực lượng Liên Hiệp Quốc trong cuộc Chiến tranh Triều Tiên. Nó quay trở về San Diego vào ngày 2 tháng 10 để tiếp tục hoạt động tại chỗ, bao gồm các chuyến đi thực hành của hải quân dự bị. Trong chuyến đi sang khu vực Tây Thái Bình Dương tiếp theo từ ngày 11 tháng 6 đến ngày 7 tháng 12, 1954, nó tham gia huấn luyện chống tàu ngầm cho các đơn vị không lực và hạm tàu nổi, tiến hành tuần tra, cũng như từng tiếp đón Thống chế Tưởng Giới Thạch cho chuyến đi đầu tiên của ông trên một tàu ngầm. Nó lại có một lượt phục vụ khác tại Viễn Đông từ ngày 22 tháng 3 đến ngày 14 tháng 10, 1957, và khi quay trở về vùng bờ Tây đã có đợt thực hành cùng tàu chiến của Hải quân Canada vào mùa Thu năm 1958. Chuyến đi tiếp theo sang khu vực Tây Thái Bình Dương được thực hiện từ ngày 6 tháng 5 đến ngày 28 tháng 10, 1959.
Vào ngày 26 tháng 9, 1961, tại vị trí 150 nmi (170 mi; 280 km) ngoài khơi bờ biển California, Charr gặp phải tai nạn đi đang lặn ở độ sâu 100 foot (30 m) khi một khớp nối bị vỡ đã khiến phòng động cơ bị ngập nước. Những thủy thủ dũng cảm bị cô lập tại phòng động cơ đã duy trì cho động cơ hoạt động nhằm giúp con tàu nhanh chóng quay trở lên mặt nước.
Charr được xếp lại lớp như một "tàu ngầm phụ trợ" và mang ký hiệu lườn mới AGSS-328 vào năm 1966. Nó được cho xuất biên chế vào ngày 28 tháng 6, 1969, rồi xếp lại lớp như một "tàu ngầm tiện ích không phân loại" với ký hiệu lườn IXSS-328 vào năm 1971. Tên nó được cho rút khỏi danh sách Đăng bạ Hải quân vào ngày 20 tháng 12, 1971, và con tàu bị bán cho Nicolai Joffe tại Beverly Hills, California để tháo dỡ vào ngày 17 tháng 8, 1972.

## Phần thưởng
Charr được tặng thưởng một Ngôi sao Chiến trận do thành tích phục vụ trong Thế Chiến II. Nó được chia sẻ chiến công đánh chìm một tàu tuần dương hạng nhẹ Nhật Bản tải trọng 5.700 tấn.
|             |  |  |
| Bronze star |  |  |

| Dãi băng Hoạt động Tác chiến                                            | Dãi băng Hoạt động Tác chiến         | Huân chương Chiến dịch Hoa Kỳ        | Huân chương Chiến dịch Hoa Kỳ  |
| Huân chương Chiến dịch Châu Á-Thái Bình Dương với 1 Ngôi sao Chiến trận | Huân chương Chiến thắng Thế Chiến II | Huân chương Chiến thắng Thế Chiến II | Huân chương Phục vụ Triều Tiên |